# Église Saint-Georges (Burquin)

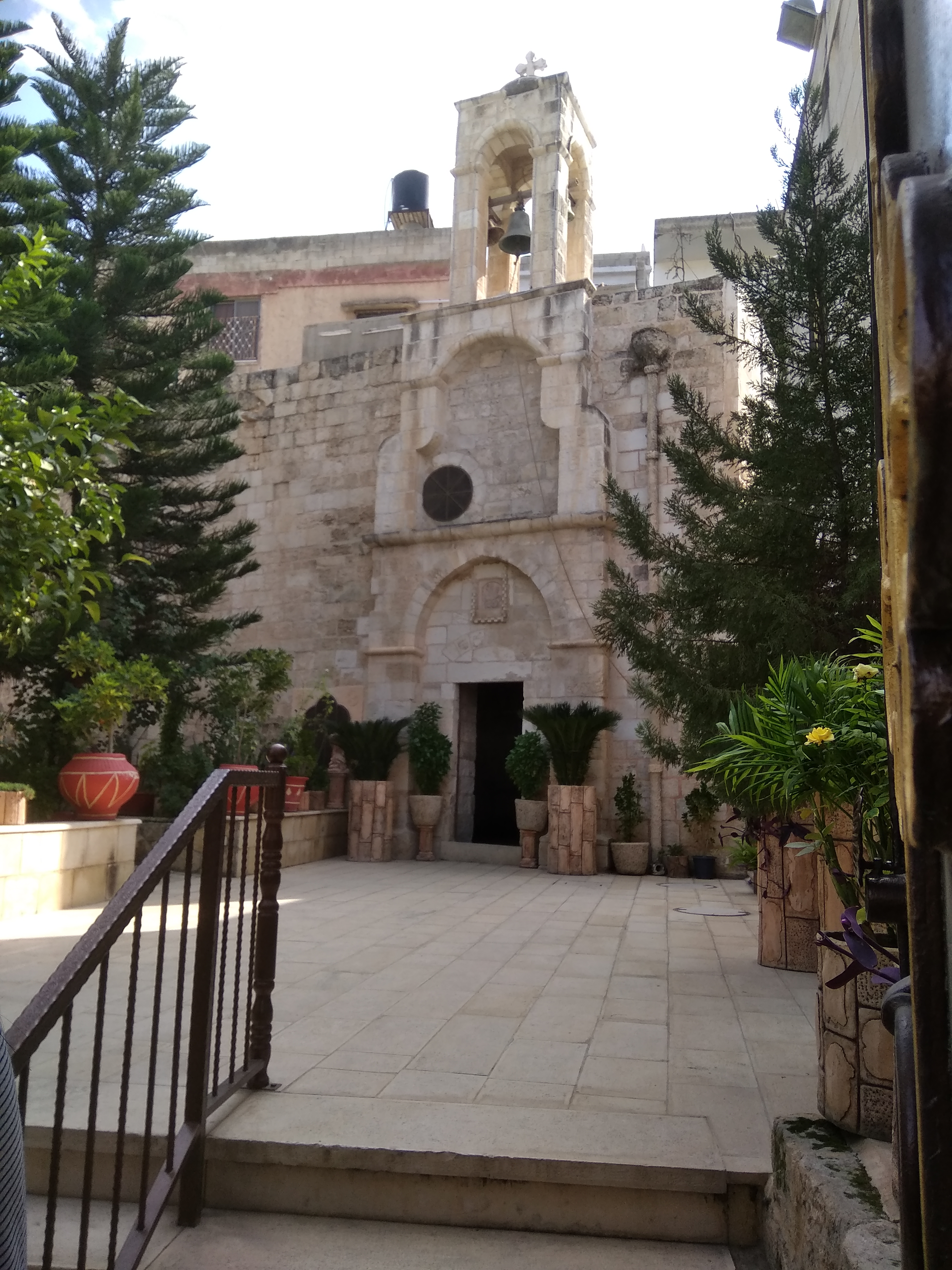

L'église de Burquin (arabe : كنيسة برقين) ou église Saint-Georges (arabe : كنيسة القديس جرجس) est une église orthodoxe chrétienne de l'époque byzantine située dans la petite ville de Burquin au centre du Gouvernorat de Jénine au nord de la Cisjordanie.
Elle est considérée comme le cinquième lieu saint chrétien et la troisième plus ancienne église du monde.